# Émile de Becker
Pour les articles homonymes, voir De Becker (homonymie).
Emile-Prosper-Ghislain de Becker, né le 28 août 1830 et mort le 27 mai 1879, est un avocat et homme politique belge. 

## Biographie
Il est le frère d'Alphonse de Becker et le cousin d'Auguste de Becker Remy.

## Fonctions et mandats
- Procureur de l'arrondissement de Louvain : 1856-1879
- Conseiller provincial du Brabant : 1858-1876
- Échevin de Louvain : 1869-1872
- Membre de la Chambre des représentants de Belgique par l'arrondissement de Louvain : 1876-1879
- Président du conseil de fabrique de l'église Saint-Joseph de Louvain : 1879
- Président du conseil de milice de l'arrondissement de Louvain

## Sources
- Le Parlement belge 1831-1894, p. 99.
- Liber memorialis, 1834-1884. Université catholique de Louvain, Louvain, 1887, p. 27.
- Annuaire de la noblesse., 1934, I, p. 139-140

- Ressource relative à plusieurs domaines :   - ODIS